# Liste des cathédrales de Lituanie
Cet article recense les cathédrales de Lituanie.

## Liste

### Catholiques
- Cathédrale de la Transfiguration (en) de Kaišiadorys
- Cathédrale Saint-Pierre-et-Saint-Paul de Kaunas
- Cathédrale du Christ-Roi de Panevėžys
- Cathédrale Saint-Pierre-et-Saint-Paul (en) de Šiauliai
- Cathédrale Saint-Anthony-de-Padoue (en) de Telšiai
- Cathédrale de la Visitation (en) de Vilkaviškis
- Basilique archicathédrale Saint-Stanislas et Saint-Ladislas de Vilnius
- Cathédrale Saint-Casimir de Vilnius

### Orthodoxes
- Cathédrale orthodoxe de l'Assomption à Vilnius